# Adeltrudis

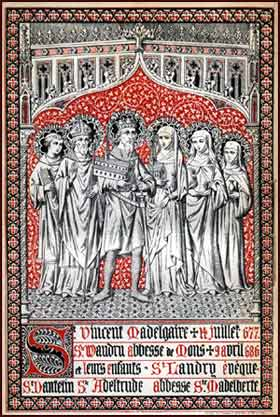
Vinzenz Madelgar, Waudru und ihre Kinder Landricus, Dentelin, Adeltrudis und Madalberta

Adeltrudis, auch Adeltrude († 25. Februar um 696) war eine katholische Heilige und Äbtissin des Klosters Maubeuge in Nordfrankreich.
Adeltrudis wurde als Tochter der sehr frommen Eltern Vinzenz Maldegar und Waltraud von Mons geboren, die ebenso wie ihre drei Geschwister Landricus, Medelberta, und Dentelin, als Heilige verehrt werden. Als junges Mädchen wurde Adeltrudis zu ihrer Tante Adelgundis in das Kloster von Maubeuge gebracht, die dieses Kloster gestiftet hatte. Adeltrudis wurde im Kloster erzogen und wurde ab 684 die Nachfolgerin ihrer Tante als Äbtissin des Klosters. Adeltrudis leitete das Kloster bis zu ihrem Tod um 696. Der Legende nach soll sie mehrfach Heiligenerscheinungen gehabt haben. Unter anderem soll sie von Christus bei einem Gewitter getröstet worden sein und der Überlieferung zufolge soll der heilige Petrus sie zur Beständigkeit ermahnt haben.
Der Festtag der heiligen Adeltrudis ist der 25. Februar. Sie wird in der Kunst als Äbtissin mit Stab dargestellt. Ein Kanoniker von Maubeuge verfasste im 8. Jahrhundert eine Vita über Adeltrudis.